# Maria Danilova
Pour les articles homonymes, voir Danilova.
Maria Ivanovna Danilova, née à Saint-Pétersbourg en 1793 et morte dans la même ville le 20 janvier 1810, est une danseuse russe.

## Biographie
Maria Danilova étudie à l'École impériale de ballet de sa ville natale et est considérée comme exceptionnellement douée par Charles-Louis Didelot. Il lui donne des rôles titres dans plusieurs de ses ballets, alors qu'elle est encore aux études : Apollon et Daphné (1802), Zéphire et Flore (1808), Psyché et l'Amour (1809).
Elle monte sur pointes dans Les Amours de Vénus et d'Adonis et La Vengeance de Mars, ballets de Louis Duport qui la prend pour partenaire et avec qui il aura une histoire d'amour malheureuse.
De faible constitution, elle ne survivra pas à cette histoire et meurt de la tuberculose à l'âge de 17 ans.